# Hundställningen
För andra betydelser med namnet Doggystyle, se Doggystyle (olika betydelser).

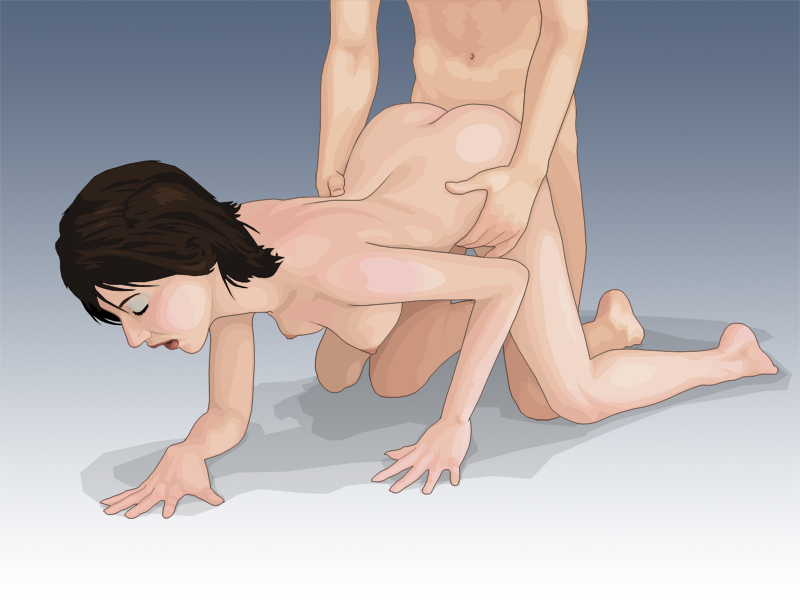
Hundställningen

Hundställningen (latin coitus more ferarum, "sex på djurets sätt"), doggy style, är en samlagsställning där en person ställer sig på alla fyra och en annan person bakifrån tränger in med penis eller en strap-on-dildo i den mottagande partens slida eller anus.
Ställningen har fått sitt namn av att det är på detta sätt hundar parar sig. 
Vid vaginal penetrering möjliggör ställningen en mycket djup penetration. Den stimulerar också G-punkten. Tillsammans med ridställningen och missionärsställningen räknas hundställningen till de tre klassiska ställningarna och de vanligast förekommande samlagsställningarna. Hundställningen är även vanlig vid analsex, då man istället penetrerar anus.